# Мередит, Луис
Луис Мередит (англ. Lois Meredith; 26 июня 1897 — 15 января 1967) — американская актриса немого кино и театра.
Выступала на бродвейской сцене в 1911—1926 годах. С 1914 по 1937 год снялась в 22 фильмах. Прекратила сниматься в 1922 году, через 15 лет вновь появилась на экране в эпизодической роли в фильме с участием Греты Гарбо «Мария Валевская».

## Фильмография
- 1914 — Заговор — Маргарет Холт
- 1914 — Дан — Лила Дабни
- 1914 — Очаги Могучего — Матильда
- 1915 — Враг в общество — Decima Duress
- 1915 — Больше будет — Пегги Слоун
- 1915 — / Help Wanted — Герти Мейерс
- 1915 — Folly (1915) в Констанце
- 1915 — Моя лучшая девушка — Дора Лейн
- 1915 — Женщина — Ванда Келли
- 1916 — / The Precious Parcel — Жаклин Бурбон
- 1916 — / Spellbound — Элси — Йорк
- 1917 — Девушка, которая умеет готовить
- 1917 — В руках закона
- 1917 — Продан на аукционе — Нан
- 1918 — Её ошибка — Виола Шепард
- 1918 — Втихаря — Агнес Кольт
- 1918 — Over The Top — Хелен Ллойд
- 1920 — / Autour du Mystère
- 1922 — Секрет Розетты Ламберт — Розетта Ламберт
- 1921 — / L’Inconnue
- 1922 — Всадник без головы — Катриной ван Тассел
- 1937 — Мария Валевска / Conquest — графиня Потоцкая